# باربونا
باربونا (بالإيطالية: Barbona)‏ هي بلدية في مقاطعة باذوة، منطقة فنيتة بشمال شرق إيطاليا.
تقع على بعد 60 كيلومترًا (37 ميلًا) جنوب غرب مدينة البندقية، و40 كيلومترًا (25 ميلًا) جنوب غرب باذوة.